# Big Bash League
Die Big Bash League ist der nationale Twenty20-Cricket-Wettbewerb in Australien. Dieser wurde 2011 als Nachfolger des Twenty20 Big Bash eingeführt und wird nach Vorbild der Indian Premier League mit einem Franchise-System betrieben. Des Weiteren qualifizierten sich aus diesem Wettbewerb die australischen Vertreter für die bis 2014 jährlich stattfindende Champions League Twenty20.

## Franchises
Seit der Gründung der Liga nehmen acht Franchises an der Turnierserie teil. Die Teams wurden am 6. April 2011 verkündet.
| Franchise           | Farbe          | Stadt     | Heimstadion               |
| ------------------- | -------------- | --------- | ------------------------- |
| Adelaide Strikers   | Blau           | Adelaide  | Adelaide Oval             |
| Brisbane Heat       | Türkis         | Brisbane  | The Gabba                 |
| Hobart Hurricanes   | Lila           | Hobart    | Bellerive Oval            |
| Melbourne Renegades | Rot            | Melbourne | Marvel Stadium            |
| Melbourne Stars     | Grün           | Melbourne | Melbourne Cricket Ground  |
| Perth Scorchers     | Orange         | Perth     | Perth Stadium             |
| Sydney Sixers       | Pink           | Sydney    | Sydney Cricket Ground     |
| Sydney Thunder      | Electric Green | Sydney    | Sydney Showground Stadium |

## Sieger
| Saison  | Finalort                 | Sieger              | Finalgegner       | Ergebnis                      |
| ------- | ------------------------ | ------------------- | ----------------- | ----------------------------- |
| 2011/12 | WACA Ground              | Sydney Sixers       | Perth Scorchers   | Sydney gewinnt mit 7 Wickets  |
| 2012/13 | WACA Ground              | Brisbane Heat       | Perth Scorchers   | Brisbane gewinnt mit 34 Runs  |
| 2013/14 | WACA Ground              | Perth Scorchers     | Hobart Hurricanes | Perth gewinnt mit 39 Runs     |
| 2014/15 | Manuka Oval              | Perth Scorchers     | Sydney Sixers     | Perth gewinnt mit 4 Wickets   |
| 2015/16 | Melbourne Cricket Ground | Sydney Thunder      | Melbourne Stars   | Sydney gewinnt mit 3 Wickets  |
| 2016/17 | WACA Ground              | Perth Scorchers     | Sydney Sixers     | Perth gewinnt mit 9 Wickets   |
| 2017/18 | Adelaide Oval            | Adelaide Strikers   | Hobart Hurricanes | Adelaide gewinnt mit 25 Runs  |
| 2018/19 | Marvel Stadium           | Melbourne Renegades | Melbourne Stars   | Renegades gewinnt mit 13 Runs |
| 2019/20 | Sydney Cricket Ground    | Sydney Sixers       | Melbourne Stars   | Sydney gewinnt mit 19 Runs    |
| 2020/21 | Sydney Cricket Ground    | Sydney Sixers       | Perth Scorchers   | Sydney gewinnt mit 27 Runs    |
| 2021/22 | Docklands Stadium        | Perth Scorchers     | Sydney Sixers     | Perth gewinnt mit 79 Runs     |
| 2022/23 | Perth Stadium            | Perth Scorchers     | Brisbane Heat     | Perth gewinnt mit 5 Wickets   |
| 2023/24 | Sydney Cricket Ground    | Brisbane Heat       | Sydney Sixers     | Brisbane gewinnt mit 54 Runs  |
| 2024/25 | Bellerive Oval           | Hobart Hurricanes   | Sydney Thunder    | Hobart gewinnt mit 7 Wickets  |

## Abschneiden der Mannschaften
| Vorrunde (VR)      |
| Achtelfinale (AF)  |
| Viertelfinale (VF) |
| Halbfinale (HF)    |
| Zweiter Platz (2)  |
| Turniersieger (1)  |

| Team                | 2011/12 | 2012/13 | 2013/14 | 2014/15 | 2015/16 | 2016/17 | 2017/18 | 2018/19 | 2019/20 | 2020/21 | 2021/22 | 2022/23 | 2023/24 | 2024/25 |
| ------------------- | ------- | ------- | ------- | ------- | ------- | ------- | ------- | ------- | ------- | ------- | ------- | ------- | ------- | ------- |
| Adelaide Strikers   | VR      | VR      | VR      | HF      | HF      | VR      | 1       | VR      | VF      | AF      | HF      | VR      | HF      | VR      |
| Brisbane Heat       | VR      | 1       | VR      | VR      | VR      | HF      | VR      | VR      | VR      | HF      | VR      | 2       | 1       | VR      |
| Hobart Hurricanes   | HF      | VR      | 2       | VR      | VR      | VR      | 2       | HF      | AF      | VR      | AF      | VR      | VR      | 1       |
| Melbourne Renegades | VR      | HF      | VR      | VR      | VR      | VR      | HF      | 1       | VR      | VR      | VR      | VF      | VR      | VR      |
| Melbourne Stars     | HF      | HF      | HF      | HF      | 2       | HF      | VR      | 2       | 2       | VR      | VR      | VR      | VR      | VF      |
| Perth Scorchers     | 2       | 2       | 1       | 1       | HF      | 1       | HF      | VR      | VR      | 2       | 1       | 1       | VF      | VR      |
| Sydney Sixers       | 1       | VR      | HF      | 2       | VR      | 2       | VR      | HF      | 1       | 1       | 2       | HF      | 2       | HF      |
| Sydney Thunder      | VR      | VR      | VR      | VR      | 1       | VR      | VR      | VR      | HF      | VF      | VF      | AF      | VR      | 2       |